# Le Fils d'Agatha Moudio
Le Fils d’Agatha Moudio est un roman de Francis Bebey. Paru en 1967, l’œuvre reçoit le grand prix littéraire d’Afrique noire en 1968.

## Résumé
L’ouvrage raconte l'histoire de Mbenda, jeune homme d'un village de pêcheurs du Wouri, dans la proche banlieue de Douala, au Cameroun. Respectueux des traditions de sa communauté, Mbenda épouse la fille que son père lui a destinée en mourant. Mais il en aime une autre, Agatha Moudio, au caractère indépendant, qui lui en fera voir, comme sa mère le lui avait prédit, de toutes les couleurs.  En effet, Le récit se déroulant pendant la période coloniale, tourne autour des déceptions amoureuses de Mbenda, le jeune homme qui avait tenu tête aux chasseurs blancs. 
Il est amoureux de la plus belle fille du village, Agatha Moudio, et il veut l’épouser. Or Agatha n’a pas bonne réputation dans le village: on l’a vue traîner dans le quartier européen. Elle coucherait avec les Blancs, disent les mauvaises langues. La mère de Mbenda ne veut pas d’une belle-fille de mauvaise vie et pousse son fils à épouser sa promise, Fanny. Le jeune homme cède devant les insistances de sa mère, mais sa passion pour Agatha est si forte qu’il ne peut l’oublier. Même marié, il continuera à la fréquenter et finira par l’épouser aussi, puisque la polygamie était acceptée dans sa communauté.  
Cependant, une nouvelle crise vient assombrir le bonheur de Mbenda lorsqu’Agatha met au monde un enfant métis. Il est dans le désarroi car le fils d'Agatha, celle qu'il aime passionnément, est irréfutablement le fruit de ses relations adultérines avec l'homme blanc. 
Le récit se clôt sur ce drame dont la résolution sur un mode totalement dépassionné témoigne de la sophistication et la maturité de la société traditionnelle africaine.